# Costa do Marfim nos Jogos Olímpicos de Verão de 2008
A Costa do Marfim competiu nos Jogos Olímpicos de Verão de 2008, em Pequim, na China. O país estreou nos jogos em 1964 e esta foi sua 11ª participação.

## Desempenho

### Atletismo
Feminino
| Atleta                | Evento     | Preliminares | Preliminares | Quartas     | Quartas     | Semifinal   | Semifinal   | Final       | Final       |
| Atleta                | Evento     | Marca        | Posição      | Marca       | Posição     | Marca       | Posição     | Marca       | Posição     |
| --------------------- | ---------- | ------------ | ------------ | ----------- | ----------- | ----------- | ----------- | ----------- | ----------- |
| Affoué Amandine Allou | 100 metros | 11s75        | 48º          | Não avançou | Não avançou | Não avançou | Não avançou | Não avançou | Não avançou |

### Canoagem de velocidade
Masculino
| Atleta              | Evento    | Preliminar | Preliminar | Semifinais  | Semifinais  | Final       | Final       |
| Atleta              | Evento    | Tempo      | Posição    | Tempo       | Posição     | Tempo       | Posição     |
| ------------------- | --------- | ---------- | ---------- | ----------- | ----------- | ----------- | ----------- |
| Kotoua Francis Abia | K-1 500m  | 2m00s716   | 7º         | Não avançou | Não avançou | Não avançou | Não avançou |
| Kotoua Francis Abia | K-1 1000m | 4m14s411   | 8º         | Não avançou | Não avançou | Não avançou | Não avançou |

### Futebol
Masculino
| Equipe | Equipe | Fase de grupos                                                 | Fase de grupos | Quartas                | Semifinal              | Final                  | Pos. |
| Equipe | Equipe | Adversário e resultado                                         | Pos.           | Adversário e resultado | Adversário e resultado | Adversário e resultado | Pos. |
| --- | --- | -------------------------------------------------------------- | -------------- | ---------------------- | ---------------------- | ---------------------- | ---- |
| Vincent de Paul Angban Christian Fabrice Okoua Serge Wawa Diarrasouba Viera Souleymane Bamba Angoua Brou Benjamin Mamadou Bagayoko Mekeme Tamla Ladji Hervé Kambou | Kafoumba Coulibaly Emmanuel Kone Anthony Moura-Komenan Salomon Kalou Franck Dja Djedje Guie Gneki Abraham Gervinho Antoine N'Gossan Sekou Cissé | ARG Argentina D 1 - 2 SRB Sérvia V 4 - 2 AUS Austrália V 1 - 0 | 2º (gr. A)     | NGR Nigéria D 0 - 2    | Não avançou            | Não avançou            | 6º   |

### Natação
Masculino
| Atleta(s)            | Evento     | Eliminatórias | Eliminatórias | Semifinal   | Semifinal   | Final       | Final       |
| Atleta(s)            | Evento     | Tempo         | Posição       | Tempo       | Posição     | Tempo       | Posição     |
| -------------------- | ---------- | ------------- | ------------- | ----------- | ----------- | ----------- | ----------- |
| Kouassi Olivier Brou | 50 m livre | 26s08         | 76º           | Não avançou | Não avançou | Não avançou | Não avançou |

### Taekwondo
Masculino
| Atleta          | Evento | Preliminares           | Quartas                | Semifinais             | Repescagem             | Medalha de Bronze      | Final                  | Posição     |
| Atleta          | Evento | Adversário e resultado | Adversário e resultado | Adversário e resultado | Adversário e resultado | Adversário e resultado | Adversário e resultado | Posição     |
| --------------- | ------ | ---------------------- | ---------------------- | ---------------------- | ---------------------- | ---------------------- | ---------------------- | ----------- |
| Sebastien Konan | −80 kg | ITA M. Sarmiento D 1-4 |                        |                        | USA S. Lopez D 0-3     | Não avançou            | Não avançou            | Não avançou |

Feminino
| Atleta     | Evento | Preliminares           | Quartas                | Semifinais             | Repescagem             | Medalha de Bronze      | Final                  | Posição     |
| Atleta     | Evento | Adversário e resultado | Adversário e resultado | Adversário e resultado | Adversário e resultado | Adversário e resultado | Adversário e resultado | Posição     |
| ---------- | ------ | ---------------------- | ---------------------- | ---------------------- | ---------------------- | ---------------------- | ---------------------- | ----------- |
| Mariam Bah | −57 kg | NZL R. Cheong D 0-1    | Não avançou            | Não avançou            | Não avançou            | Não avançou            | Não avançou            | Não avançou |